# Космонавт

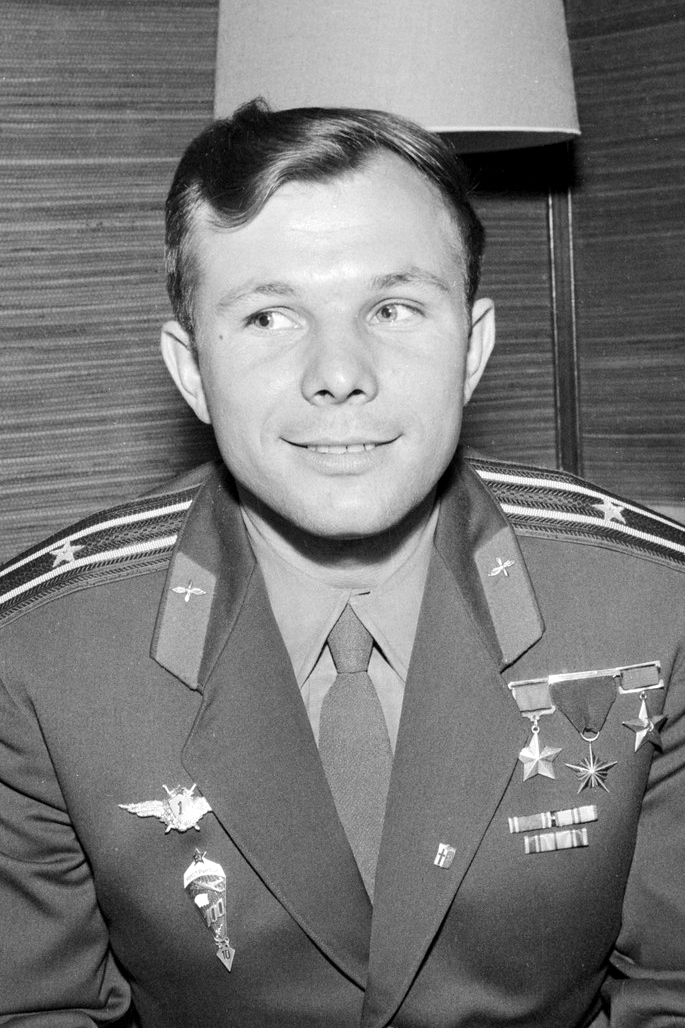
Юрий Алексеевич Гагарин — советский космонавт, первый человек, побывавший в космосе

Космона́вт — человек, проводящий испытания и эксплуатацию космической техники в космическом полёте.
Понятие космического полёта в разных странах различно. Согласно классификации Международной федерации аэронавтики (ФАИ), космическим считается полёт, высота которого превышает 100 км. Согласно классификации Военно-воздушных сил США, космическим полётом считается полёт, высота которого превышает 50 миль (80 км 467 м). В России же космическим полётом называется орбитальный полёт, то есть полёт, при котором аппарат должен сделать хотя бы один виток вокруг Земли. Именно поэтому общее число космонавтов в различных источниках различается.

## Статистика
На 9 апреля 2020 года насчитывается 564 человека (500 мужчин и 64 женщины), совершивших орбитальный космический полёт (см. список космонавтов и астронавтов — участников орбитальных космических полётов);
11 человек, совершивших суборбитальный космический полёт по баллистической траектории высотой более 100 км (по классификации ФАИ);
9 человек, совершивших суборбитальный космический полёт по баллистической траектории высотой более 50 миль (80,4672 км), но ниже 100 км (по классификации ВВС США).
По данным на 1 мая 2009 года, космонавты планеты провели за пределами Земли свыше 10 000 человеко-дней, включая более 100 человеко-дней выходов в открытый космос.
На орбите Земли побывали представители 35 ныне существующих государств (см. первые полёты космонавтов различных стран мира).

## Этимология и использование терминов
В словарях указывают, что слово «космонавт» образовано от греческих слов «космос» (греч. κόσμος), обозначающего «упорядоченность», «строение», «мир», «вселенную», «мироздание», и «наутэс» (греч. ναύτης): «мореход», «моряк», «мореплаватель», «спутник».
Термин «космонавтика» (как и «астронавтика») произошёл раньше, и разбирать этимологию корректнее от этого слова — от «космос» (греч. κόσμος) и «наутика» (греч. ναυτικη, которое в греческом языке всё же вторично от греч. ναύτης — «моряк») — «искусство мореплавания», «кораблевождение». То есть «космонавтика» («астронавтика») — «искусство вождения космического (межзвёздного) корабля», «искусство космоплавания (звездоплавания)». А «космонавт» — производное от этого уже русскоязычного термина — «человек, управляющий космическим кораблём», «владеющий искусством космоплавания».
В целом, в русском языке ‑навт, ‑навтик(а) утратили своё значение (какое эти слова имели в греческом языке) и превратились в подобие служебных частей слова, вызывающих представление о «плавании» — как то «стратонавт», «акванавт» и т. п.

### Происхождение и история термина «космонавт»
Впервые термин «космонавтика» появился в названии научного труда Ари Абрамовича Штернфельда «Введение в космонавтику» (фр. «Initiation à la Cosmonautique»), посвящённого вопросам межпланетных путешествий. В 1933 году работа была представлена польской научной общественности, но не вызвала интереса и была издана лишь в 1937 году в СССР, куда в 1935 году переехал автор. Благодаря ему же в русский язык вошли слова «космонавт» и «космодром»:7,8,40. Термин «космонавтика» тогда считался экзотическим, в частности, Яков Перельман упрекал переводчика книги Штернфельда на русский язык Г. Э. Лангемака в применении термина «космонавтика» вместо устоявшегося в русском языке термина «звездоплавание»:54.
В словарях слово «космонавтика» отмечено с 1958 года. В художественной литературе слово «космонавт» впервые появилось в 1950 году в фантастической повести Виктора Сапарина «Новая планета».
Когда пришло время решать, как определить статус Юрия Гагарина, совет ведущих специалистов (среди которых были Сергей Королёв и Мстислав Келдыш) решил, что «космонавт» является более подходящим термином. С ноября 1960 года во всех официальных документах «пилот-астронавт» стал именоваться «лётчик-космонавт», но ещё в 1959 году в приказах ВВС СССР писали: «произвести отбор астронавтов».
Широкое распространение слово «космонавт» получило с 12 апреля 1961 года, после полёта Юрия Гагарина. Однако Ожегов в 4-м издании своего словаря, которое вышло в свет в конце 1960 года, давал определение «космонавт — тот, кто будет совершать полёты в космос».

### Происхождение термина «астронавт»

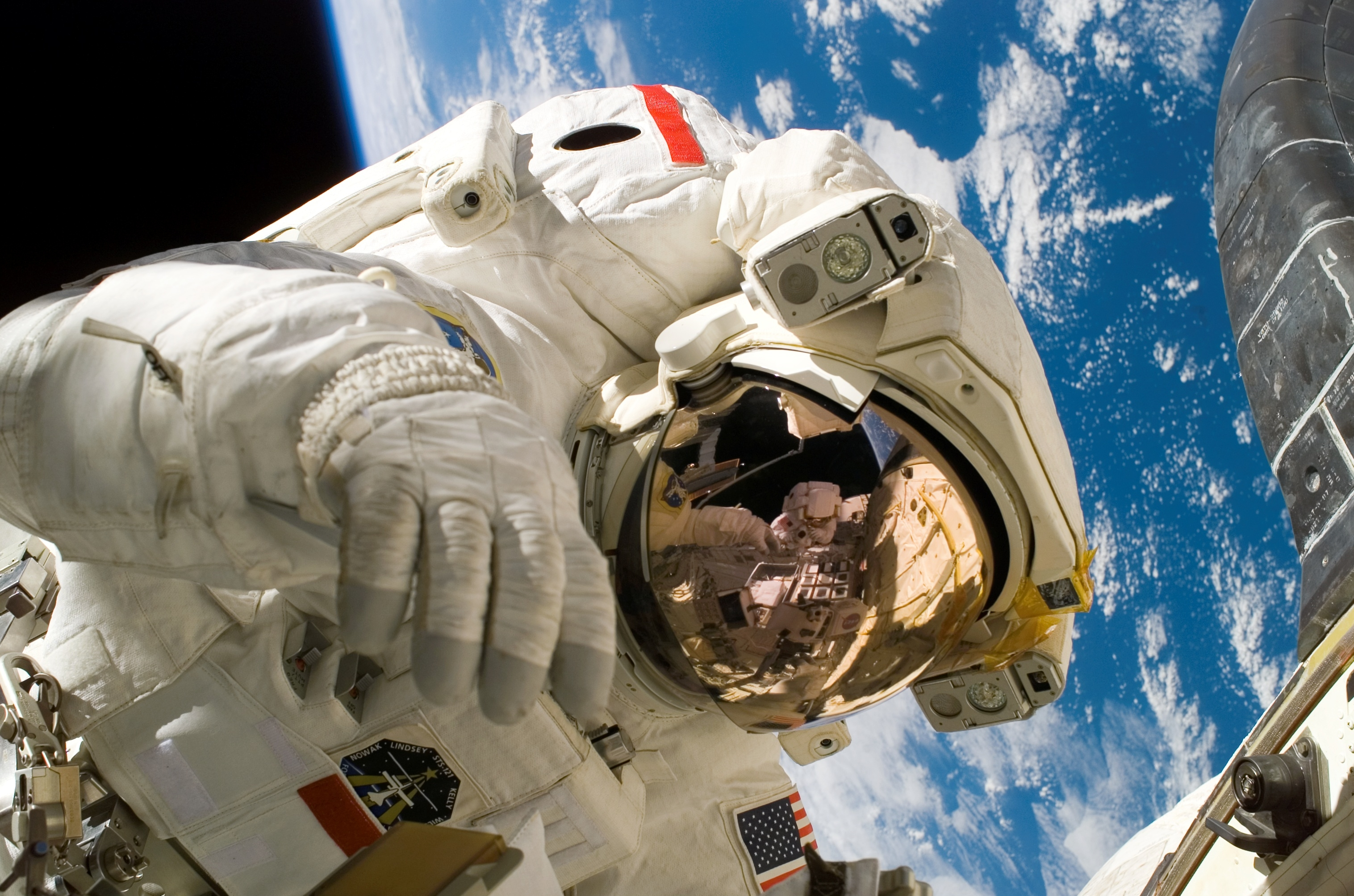
Астронавт Пирс Джон Селлерс в открытом космосе во время космического полёта STS-121

Слово «астронавт» (англ. astronaut) происходит от греческих слов «астрон» (греч. αστρον) — «звезда» и «наутэс» (греч. ναύτης) — «мореплаватель», в буквальном переводе — «звездоплаватель». Считается, что впервые оно употреблено в 1880 году в книге Перси Грега «Across the Zodiac» (с англ. — «Через зодиак») в качестве названия космического корабля. Вероятно, слово образовано по аналогии со словом «аэронавт» («aeronaut») которым с 1784 года называли путешественников на воздушных шарах. В 1925 году слово «astronautique» (с фр. — «астронавтика») появилось в книге Жозефа Рони-старшего «Les Navigateurs de l’Infini» (с фр. — «Навигаторы бесконечности»). В современном смысле слово впервые встречается в рассказе Нила Джонса «The Death’s Head Meteor» (англ. Метеор «Голова смерти») в 1930 году. Особенную популярность это слово обрело в 1961 году после первых американских пилотируемых полётов на орбиту.
В советской литературе рекомендовалось слово «космонавт», а за словом «астронавт» закрепилось значение — «космонавт отдалённого будущего, совершающий межзвёздные полёты». Таким образом, слово «астронавт» могло использоваться только в научной фантастике.

### Международные синонимы слова «космонавт»
Для обозначения человека, совершившего космический полёт, а зачастую также для указания страны, гражданином которой этот человек является, в разных странах мира используются следующие термины:
- «космонавт» — используется в России, а также в большинстве государств — бывших субъектов СССР и в ряде бывших стран соцлагеря (хотя, например, на венгерском языке «космонавт» — «űrhajós», на вьетнамском — «nhà du hành vũ trụ», на монгольском — «сансарт ниссэн», на казахском — «ғарышкер», на узбекском — «fazogir»);
- «астронавт» — используется в США и в других англоязычных государствах (astronaut), а также в ряде других стран мира: испаноязычных (кроме Кубы), франкоязычных, португалоязычных, италоязычных, скандинавских, в некоторых бывших югославских республиках (кроме Сербии, Македонии и Черногории), а также в Греции, Израиле, Литве, Румынии, Турции, Финляндии, Японии. В английском языке в отношении летавших в космос граждан России и бывшего СССР часто применяется российский же термин «cosmonaut»[16]. В некоторых странах наряду с термином «астронавт» используются и свои национальные термины, которые ближе к слову «космонавт»: во Франции — «спационавт» (точнее, «спасьонот»: фр. spationaute), в Ирландии — «спасэре» (ирл. spásaire), а в странах, где одним из официальных языков является суахили — «мванаанга» (mwanaanga);
- «раумфарер» (нем. Raumfahrer) используется в ряде германских языков (немецком, нидерландском, африкаанс, норвежском, исландском и других) в разных вариантах («ruimtevaarder», «romfarer», «geimfari») наряду с применяемым в ЕКА термином «астронавт». В ГДР использовалось слово «космонавт» (Kosmonaut);
- «тайконавт» или «тайкунавт» (от кит. упр. 太空, пиньинь tàikōng, палл. тайкун «космос» + «наута» (греч. ναυτα) «мореплаватель») — используется в КНР и других китаеязычных государствах и территориях (Гонконг, Макао, Тайвань и Сингапур). Кроме того, в китайском языке для обозначения летающего в космос человека существует ещё три термина: «тайкунжэнь» (кит. упр. 太空人, пиньинь tàikōng rén «космический человек») — общеупотребительный термин во всех китаеязычных странах, «юйханъюань» (кит. упр. 宇航员, пиньинь yǔhángyuán) «мореплаватель во вселенной») — используется в прессе и «хантяньюань» (кит. упр. 航天员, пиньинь hángtiānyuán «мореплаватель в небе») — используется в космической промышленности и науке;
- «вьоманавт» (санскр. vyomanaut) от «вьома» (санскр. vyoma «пространство», «небо») + «наута» (греч. ναυτα «мореплаватель»); другой вариант «вьомагами» («vyomagami» «проходящий небеса») — используется в Индии с января 2010 года, хотя с 2006 года предлагался другой термин: «гаганавт» (от санскр. гаган «небеса»), а до этого использовалось в основном слово «астронавт»[17];
- «ангкасаван» (малайск. angkasawan) (используется в Малайзии, причём в соседней Индонезии для обозначения так и не отправившихся в космос индонезийских космонавтов используется термин «антариксаван» («индон. antariksawan»);
- «уджуин» (кор. 우주인) — используется в Южной Корее[18]; в КНДР используется термин «уджу пихенса» (кор. 우주 비행사 «космический лётчик»);
- «гарышкер» (каз. ғарышкер от ғарыш «космос») — используется в Казахстане[19] наряду со словом «космонавт»;
- «кайханнавард» (перс. kayhannavard‎) — используется в Иране для обозначения будущих иранских космонавтов[20] и в Таджикистане («кайҳоннавард»), наряду со словом «космонавт».
- «галемче» (тат. галәмче от галәм «космос», тат. лат. ğäläm) — используется в Татарстане[21] наряду со словом «космонавт»; Кроме того, для обозначения бороздящего космос человека в татарском языке и других тюркских языках существует ещё термин «джихангир» (җиһангир, cihangir), пришедший в тюркский язык от персидского и закрепившийся в них в качестве мужского имени.

### Использование термина
Понятия «космонавт» и «астронавт» в большинстве языков являются синонимами, и до окончания холодной войны выбор того или иного названия чаще всего объяснялся политической приверженностью говорящего. В то же время существуют небольшие нюансы в практике использования этих названий. Так, человек, начинающий тренировки по государственной космической программе, в США сразу именуется «астронавтом» (несмотря на это, пилотов ракетного самолёта «X-15», летавших на высоте более 50 миль, поначалу не было принято называть «астронавтами»), в СССР и в России — аналогично «космонавтом», но звание «Лётчик-космонавт» в России присваивается лишь после выполнения космического полёта.

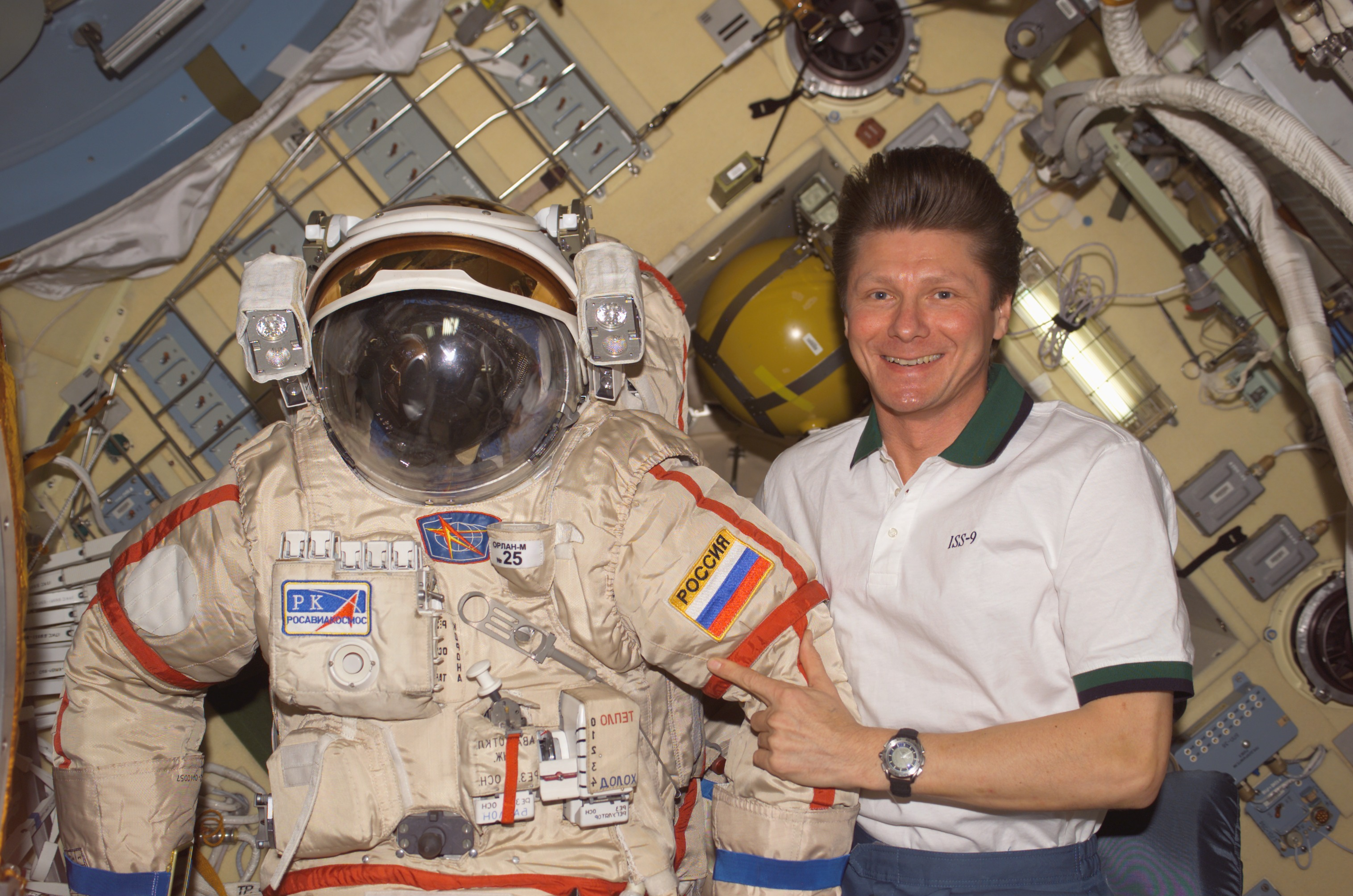
Космонавт Геннадий Падалка на МКС

17 июля 1975 года впервые была осуществлена стыковка двух космических кораблей разных стран (СССР и США) по программе «Союз — Аполлон», в ходе которой советские космонавты (Алексей Леонов и Валерий Кубасов) впервые посетили иностранный космический корабль. Первым же иностранцем, полетевшим в космос на советском космическом корабле «Союз-28» 2 марта 1978 года, стал чехословацкий космонавт Владимир Ремек. 3 февраля 1994 года российский космонавт Сергей Крикалёв впервые совершил полёт в космос на борту американского шаттла, а 14 марта 1995 года американец Норман Тагард стал первым американцем, полетевшим в космос на российском космическом корабле «Союз ТМ-21».
Людей, избравших полёты в космос своей профессией, сегодня называют «профессиональными космонавтами». Некоторое время полёты профессиональных космонавтов готовили только правительства, однако с полётом в 2004 году частного корабля «SpaceShipOne» ситуация изменилась. Появилась новая разновидность профессионалов, подготовку и полёт которых обеспечивают коммерческие компании. Кроме того, развитие космического туризма заставило НАСА и российское Федеральное космическое агентство принять к использованию ещё один термин — «участник космического полёта».
30 апреля 1961 года постановлением ЦК КПСС и СМ СССР было утверждено «Положение о космонавтах СССР». С поправками оно действовало до 2017 года, когда было принято «Положение о космонавтах Российской Федерации». В соответствии с ним установлены две категории: космонавт-испытатель и космонавт-исследователь.

## Исторические факты

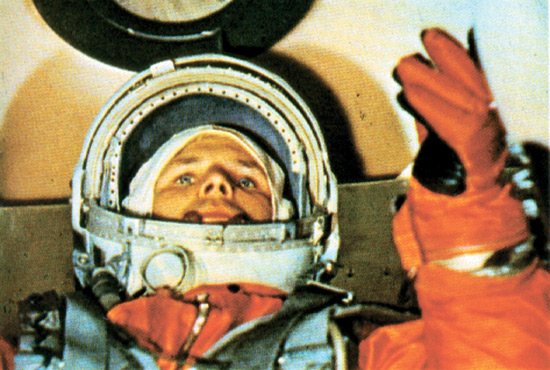
Первый космонавт Юрий Алексеевич Гагарин

Алексей Леонов совершает выход в открытый космос, ставший первым выходом человека в открытый космос. 18 марта 1965 года.

- 12 апреля 1961 года — первым в истории космонавтом стал Юрий Гагарин (СССР), совершивший космический полёт на корабле «Восток».
- 5 мая 1961 года — первым американским астронавтом стал Алан Шепард, совершивший суборбитальный полёт на корабле «Меркурий-3».
- 6 августа 1961 года — самым молодым космонавтом стал 25-летний Герман Титов (СССР), совершивший полёт на корабле «Восток-2». Первый в мире космический полёт длительностью более суток. Впервые космонавт спал в невесомости.
- 20 февраля 1962 года — первым американским астронавтом по версии ФАИ стал Джон Гленн, совершивший полёт на корабле «Меркурий-6».
- 16 июня 1963 года — первой женщиной-космонавтом стала Валентина Терешкова (СССР), совершившая полёт на корабле «Восток-6»
- 12 октября 1964 года — первым многоместным космическим кораблём стал «Восход-1», а первым в мире космонавтом, не имевшим военного звания, стал Константин Феоктистов. Феоктистов совершил полёт на борту корабля «Восход-1» и стал единственным советским беспартийным космонавтом.
- 18 марта 1965 года — первым человеком, вышедшим в открытый космос, стал Алексей Леонов. Выход осуществлён из корабля «Восход-2».
- 24 декабря 1968 года — первыми людьми, облетевшими Луну, стали Фрэнк Борман, Уильям Андерс, Джеймс Ловелл — члены экипажа корабля «Аполлон-8».
- 20 июля 1969 года — первыми людьми, совершившими высадку на поверхность Луны, стали Нил Армстронг и Эдвин Олдрин — члены экипажа корабля «Аполлон-11».
- 14 апреля 1970 года — наибольшее удаление людей от Земли. Экипаж корабля «Аполлон-13» отдалился от Земли на 401 056 км.
- 2 марта 1978 года — первым космонавтом, не являющимся гражданином СССР или США, стал Владимир Ремек из Чехословакии. Ремек совершил полёт в космос на борту советского корабля «Союз-28».
- 23 июля 1980 года — первым космонавтом — гражданином азиатского государства стал вьетнамец Фам Туан. Фам Туан совершил полёт в космос на борту корабля «Союз-37».
- 18 сентября 1980 года — первым космонавтом — гражданином латиноамериканского государства стал кубинец Арнальдо Тамайо Мендес. Тамайо совершил полёт на борту корабля «Союз-38».
- 30 августа 1983 года — первым космонавтом-афроамериканцем стал Гайон Блуфорд. Блуфорд совершил полёт в космос на борту корабля «Челленджер».
- 25 июля 1984 года — первой женщиной, вышедшей в открытый космос, стала Светлана Савицкая. Выход осуществлён из корабля «Союз Т-12» с целью работ на станции «Салют-7».
- 30 октября 1985 года — самым большим экипажем космического корабля стал экипаж численностью в 8 человек. Экипаж совершил полёт на корабле «Челленджер STS-61-A».
- 28 января 1986 года — первым неправительственным астронавтом могла бы стать учительница Криста МакОлиф, если бы не погибла в катастрофе шаттла «Челленджер» на 73‑й секунде полёта.
- 2 декабря 1990 года — первым неправительственным космонавтом, первым платным космическим туристом и первым японцем в космосе де-факто стал журналист Тоёхиро Акияма телекомпании «TBS». Акияма совершил полёт на корабле «Союз ТМ-11» на станцию «Мир», на Землю вернулся на корабле «Союз ТМ-10». Токийская телевизионная компания «TBS» заплатила за полёт 28 миллионов долларов.
- 8 января 1994 года — 22 марта 1995 года — дольше всего в рамках одного полёта в космосе находился космонавт Валерий Поляков. Поляков совершил полёт продолжительностью 437 суток 18 часов в качестве врача-космонавта-исследователя на космическом корабле «Союз ТМ-18» и орбитальной станции «Мир» (среди женщин — Кристина Кук, 328 суток, 6 февраля 2020 года).
- 29 июня 1995 года — самый большой экипаж орбитальной станции, принадлежавшей одному государству (России) — 10 человек — установлен на орбитальной станции «Мир».
- 19 ноября — 5 декабря 1997 года — первым космонавтом — выходцем из бывшей страны СССР и не россиянином стал украинец Леонид Каденюк. Каденюк совершил космический полёт (продолжительностью 15 суток 16 часов) в качестве экспериментатора на американском космическом корабле-шаттле «Колумбия» («STS-87»).
- 14 января 1998 года — установлен рекорд как по количеству выходов в открытый космос (16), так и по их суммарной продолжительности (78 часов 48 минут). Он принадлежит российскому космонавту Анатолию Соловьёву.
- 29 октября — 7 ноября 1998 года — в самом пожилом возрасте в космосе побывал Джон Гленн. Гленн совершил орбитальный полёт в 77 лет на корабле «Дискавери STS-95» в качестве специалиста по полезной нагрузке. 13 октября 2021 года в космосе побывал 90-летний канадский актёр Уильям Шетнер, однако, космический полёт на корабле «New Shepard» был суборбитальным. Рекорд для женщин установлен на том же суборбитальном корабле, но 20 июля 2021 года Уолли Фанк в возрасте 82 лет.
- 28 апреля 2001 года — первым космическим туристом в современных терминах стал Деннис Тито. Тито отправился в космос на корабле «Союз ТМ-32».
- 25 апреля 2002 года — первым космонавтом — гражданином африканского государства стал Марк Шаттлворт из ЮАР. Шаттлворт летал в космос в качестве космического туриста на корабле «Союз ТМ-34».
- Больше всего полётов (7 на 2002 год) совершили Джерри Росс и Франклин Чанг-Диаз.
- 15 октября 2003 года — первым китайским космонавтом стал Ян Ливэй. Китай впервые запустил своего гражданина на корабле собственного производства «Шэньчжоу-5» и с помощью собственной ракеты-носителя, став таким образом третьей по счёту космической державой.
- 21 июня 2004 года — первым частным участником космического полёта (не совершавшим витка вокруг Земли) стал Майк Мелвилл. Мелвилл совершил полёт на корабле «SpaceShipOne».
- 30 марта 2006 года — первым космонавтом — гражданином южноамериканского государства стал Маркус Понтис из Бразилии. Понтис совершил полёт на корабле «Союз ТМА-8».
- 17 июля 2009 года — самый большой экипаж орбитальной станции — 13 человек — впервые сформировался на МКС (двадцатая основная экспедиция совместно с экипажем STS-127). На станции находились семеро американских, двое российских, двое канадских, один японский и один бельгийский космонавты.
- 20 июля 2021 года — рекордно низкий возраст человека, побывавшего в космосе: 18 лет, им стал гражданин Нидерландов Оливер Деймен на суборбитальном корабле «New Shepard», для женщин этот рекорд принадлежит гражданке США Карсен Китчен, совершившей суборбитальный полет 29 августа 2024 года на корабле New Shepard в возрасте 21 года.
- 16 сентября 2021 года — рекорд по количеству космонавтов, одновременно находившихся на космической орбите — 14 человек. Семь человек находились на орбитальной станции МКС, трое китайских тайконавтов — на орбитальной станции Тяньгун, четыре астронавта на корабле Crew Dragon в рамках миссии Inspiration4. Из 14 человек 7 граждан США, 3 — Китая, 2 — России, по одному гражданину Франции и Японии.
- 13 октября 2021 года — первым гражданином Австралии, побывавшим в космосе (если не считать двух космонавтов США австралийского происхождения), стал Кристофер Бошуизен. Он совершил суборбитальный полёт на корабле «New Shepard». Первый же орбитальный космический полёт среди австралийских граждан был совершён 1 апреля 2025 года Эриком Филипсом. Т.о. жители всех постоянно заселённых материков и частей Света побывали в космосе.
- 18 января 2024 года — установлен рекорд по количеству стран, чьи граждане одновременно оказались в космосе: впервые 8 государств мира (США, КНР, РФ, Дания, Япония, Италия, Турция и Швеция). В том же, 2024-м, году и в следующем, 2025-м, количество стран, чьи граждане побывали в космосе за год, было также рекордным: по 16 в каждый год.
- Самый большой суммарный налёт в космосе осуществлён российским космонавтом Олегом Кононенко: на 29 сентября 2024 года он суммарно провёл на орбите 1110 суток 14 часов 58 минут 36 секунд за 5 полётов. Среди женщин аналогичный рекорд принадлежит американке Пегги Уитсон, 675 суток 3 часа 49 минут 47 секунд за 4 полёта (с 31 мая 2023 года), однако, 25 июня 2025 года она отправилась в 5-й полёт, так что её собственный рекорд уже побит ей же самой. Уитсон также принадлежит рекорд суммарного пребывания женщин в открытом космосе.
- 14 апреля 2025 года — в космос на суборбитальном космическом корабле "New Shepard одновременно запущены 6 женщин (все американки). Всего же в космосе в тот день оказалось 9 женщин: помимо указанных участниц суборбитального полёта, на МКС находилось ещë 2 американки, а на китайской орбитальной станции Тяньгун — 1 китаянка, что также стало новым рекордом.
- 29 июля 2025 года — рекорд по количеству космонавтов, одновременно находившихся в космосе — 20 человек из 8 стран мира с рекордной общей численностью населения более 3,7 млрд жителей. 11 человек (четверо американцев, трое россиян, японец, индиец, поляк и венгр) находились на орбитальной станции МКС, трое китайских тайконавтов — на орбитальной станции Тяньгун, а также пять американцев и нигериец находились на борту суборбитального корабля «New Shepard».

| |  |  |  |  |  |  |
| Слева направо: Алан Шепард, Валентина Терешкова, Нил Армстронг, Алексей Леонов, Салли Райд, Роберта Бондар, Жан-Лу Кретьен |  |  |  |  |  |  |

## Подготовка космонавтов
Первые космонавты в СССР и США набирались из числа военных лётчиков и лётчиков-испытателей, однако потребности космонавтики в различных специалистах росли, и вскоре в космос полетели врачи, инженеры, учёные и представители других профессий.
Первый отбор в космонавты был проведён в 1959—1960 годы в Центральном научно-исследовательском авиационном госпитале в Москве. В России исторически сложилось три отряда подготовки космонавтов, это отряды РГНИИ ЦПК, РКК «Энергия» и ГНЦ ИМБП.
В Союзе ССР было построено три самолёта Ил-76КТ, для тренировки космонавтов в условиях имитации невесомости. Первый полёт состоялся 2 августа 1981 года.
На 31 мая 2008 года в России насчитывалось 33 активных космонавта и 7 кандидатов в космонавты.
В отряде НАСА на 31 августа 2008 года состояло 90 астронавтов, кроме того, 28 человек числилось астронавтами-менеджерами.
По правилам Международной авиационной федерации «космическим» считается полёт на высоте 100 км и выше. Согласно классификации военно-воздушных сил США, «космическим» считается полёт, высота которого превышает 80 км 467 м (50 миль). В России же «космическим» называется орбитальный полёт, то есть полёт, при котором космический аппарат должен сделать хотя бы один виток вокруг Земли. Поэтому в различных источниках приводится различное число космонавтов. К тому же ВВС США награждают знаком — «крылышками астронавта» пилотов, поднимавшихся до высоты свыше 50 миль; серебряный знак получают лица, отобранные НАСА в качестве кандидатов в астронавты, хотя после выполнения космического полёта им выдаются золотые «крылышки астронавта».
Кроме России и США свои отряды и группы космонавтов сформированы в других странах мира. Так, по данным журнала «Новости космонавтики», в корпусе астронавтов ЕКА числятся 8 астронавтов, национальный отряд астронавтов Канадского космического агентства CSA состоял в начале июня 2008 года из 4‑х астронавтов. В отряде астронавтов Японского агентства аэрокосмических исследований JAXA также числятся 8 человек.

## Международный космос

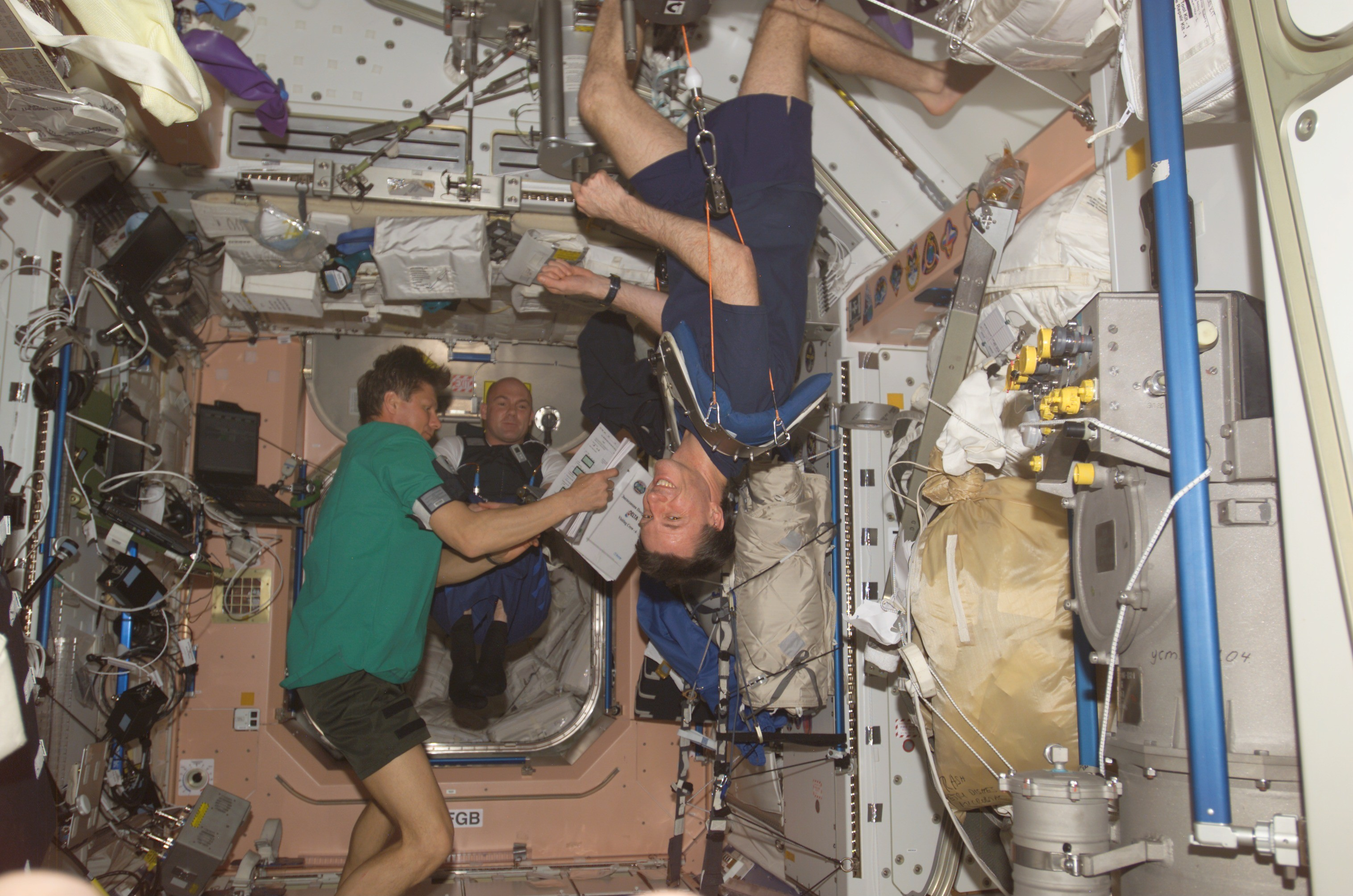
Космонавты и астронавты на борту Международной космической станции

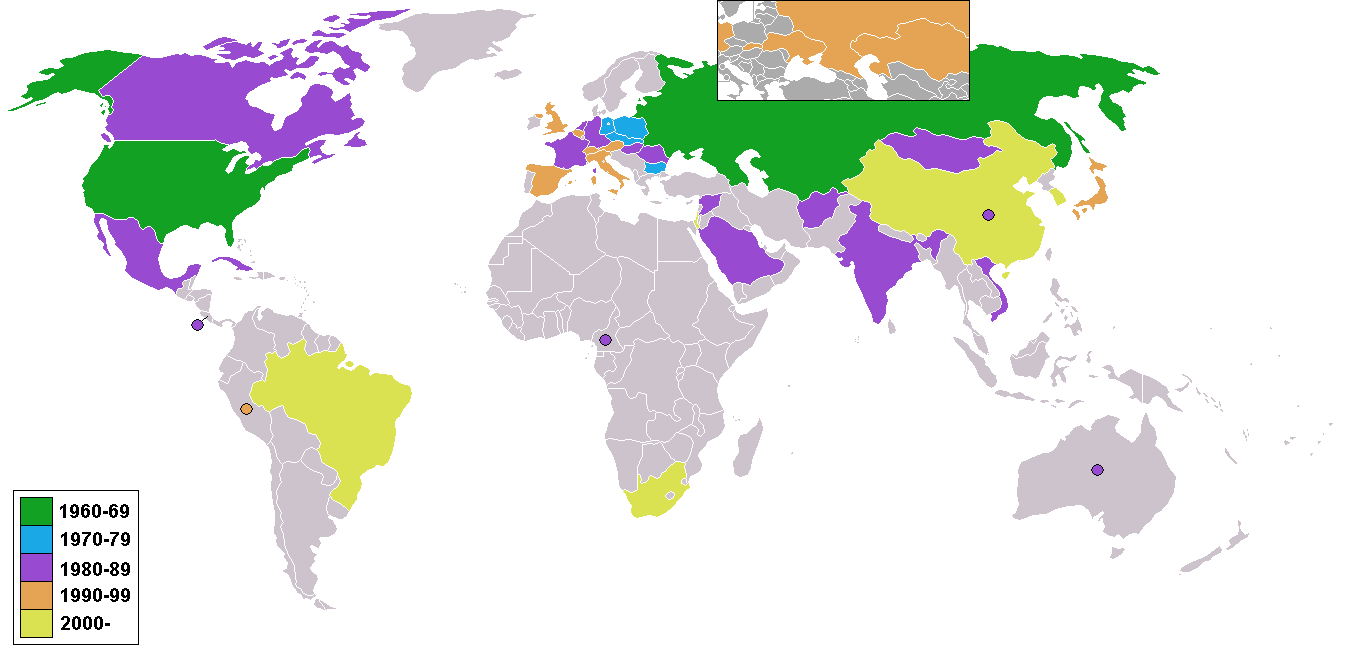
Государства, граждане которых впервые побывали в космосе

До конца 1970‑х годов только две страны — СССР и США — имели космонавтов.
В 1976 году в Советском Союзе была начата программа «Интеркосмос», в рамках которой начала тренировки первая группа, состоявшая из 6 космонавтов — выходцев из социалистических стран, в 1978 году к ней добавилась вторая группа.
Примерно в то же время ЕКА отобрало 4 человек, начавших тренировки для выполнения первого полёта в рамках программы «Спейслэб» на борту космического корабля «Спейс Шаттл». В 1980 году Франция самостоятельно начала свой собственный отбор космонавтов, в 1982 году за ней последовали Германия, в 1983 году — Канада, в 1985 году — Япония, а в 1988 году — Италия. Позже космонавты из разных стран стали довольно частыми участниками международных полётов кораблей «Спейс Шаттл» и «Союз». В 1988 году на основе национальных отрядов астронавтов ЕКА сформировало единый европейский отряд астронавтов.

## Пребывание на орбитальной станции

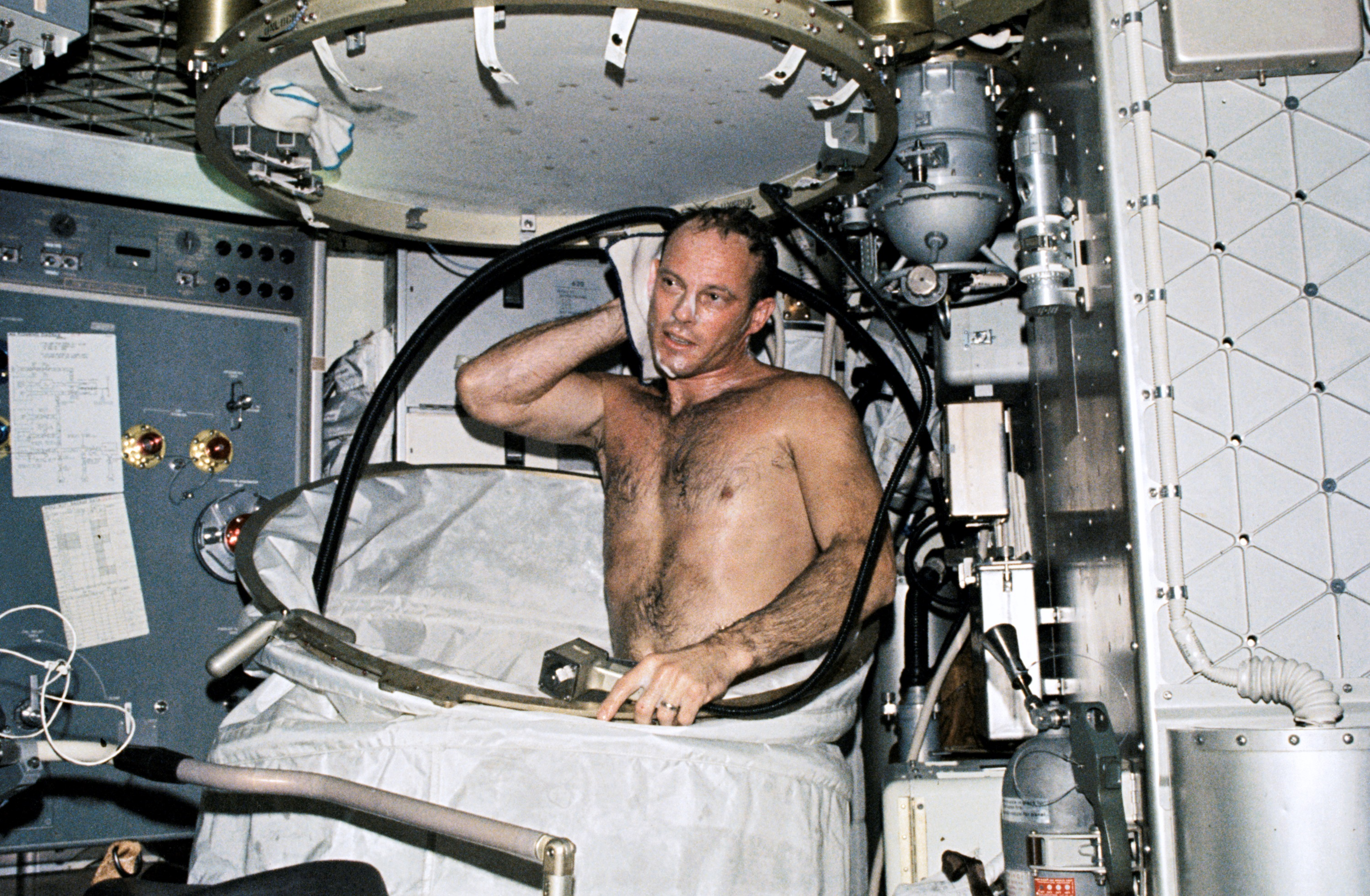
Принятие душа на орбитальной станции Скайлэб

Питание: см. Космическое питание
Здоровье:  см. Космическая медицина

## Погибшие космонавты

### Погибшие при предполётных тренировках
- Валентин Бондаренко (СССР) — член первого отряда космонавтов СССР. Погиб при пожаре в барокамере в атмосфере чистого кислорода, за 20 дней до полёта Гагарина.
- Вирджил Гриссом, Эдвард Уайт, Роджер Чаффи (все из США) — астронавты, готовящиеся к полёту на корабле «Аполлон-1». Погибли на Земле при несчастном случае, аналогичном гибели Бондаренко — при пожаре в атмосфере чистого кислорода.

### Погибшие при взлёте космического корабля
- Фрэнсис Скоби, Майкл Смит, Джудит Резник, Рональд МакНейр, Эллисон Онидзука, Грегори Джарвис, Криста Маколифф (все из США) погибли при взрыве шаттла «Челленджер» (взрыв произошёл при старте из-за прогара стенки твердотопливного ускорителя).

### Погибшие при посадке космического корабля
- Владимир Комаров (СССР) разбился при возвращении на Землю на корабле «Союз-1» из-за отказа парашютной системы.
- Георгий Добровольский, Виктор Пацаев, Владислав Волков (все из СССР) погибли при возвращении на Землю на корабле «Союз-11» из-за разгерметизации спускаемого аппарата на большой высоте.
- Рик Хасбанд, Уильям МакКул, Дейвид Браун, Майкл Андерсон, Лорел Кларк (все из США), Калпана Чавла (гражданка США, родилась в Индии), Илан Рамон (Израиль) погибли при разрушении шаттла «Колумбия» в верхних слоях атмосферы.

Ещё один астронавт НАСА, Майкл Адамс, погиб при испытаниях ракетного самолёта «X-15».
Общее число умерших и погибших астронавтов, космонавтов, кандидатов и бывших астронавтов и космонавтов с 26 июля 1958 года по 1 ноября 2019 года составляет 228 человек.

## Награды и звания
- В СССР: Лётчик-космонавт СССР.
- В Российской Федерации: Лётчик-космонавт Российской Федерации.
- В НАСА: United States Astronaut Badge